# کره جنوبی در جنگ ویتنام
حکومت کره جنوبی، در حکومت پارک چونگ هی، نقش فعالی در جنگ ویتنام داشت. تصمیم کره جنوبی برای پیوستن به دلایل مختلف از جمله توسعه روابط آمریکا و کره جنوبی، ضرورت‌های سیاسی و وعده کمک‌های اقتصادی از سوی ایالات متحده بود. در چارچوب این ائتلاف زمان جنگ، اقتصاد کره جنوبی شکوفا شد و این کشور ده‌ها میلیارد دلار کمک مالی، وام، یارانه، انتقال فناوری و رفتار اقتصادی ترجیحی دریافت کرد. از سپتامبر ۱۹۶۴ تا مارس ۱۹۷۳، کره جنوبی حدود ۳۵۰۰۰۰ سرباز به ویتنام جنوبی فرستاد. نیروی زمینی کره جنوبی، تفنگداران دریایی، نیروی دریایی و نیروی هوایی همگی به عنوان همپیمان ایالات متحده شرکت کردند. تعداد سربازان از کره جنوبی بسیار بیشتر از سربازان استرالیا و نیوزلند بود و تنها از نیروهای نظامی ایالات متحده برای نیروهای خارجی مستقر در ویتنام جنوبی کمتر بود و در رتبه دوم قرار داشت. فرمانده ارتش ژنرال چه میونگ شین از نیروی زمینی کره جنوبی بود. مشارکت نیروهای کره ای در جنگ شامل نقش‌های غیر رزمی و رزمی بود.

## تأثیر در کره جنوبی
در ازای استقرار نیروهای رزمی کره جنوبی در ویتنام، ایالات متحده هزینه‌های مالی مربوط به سربازان کره جنوبی در ویتنام را پرداخت کرد. قول داد که نیروهای آمریکایی را بدون مشورت قبلی با دولت کره جنوبی از کره جنوبی خارج نکند. این کشور به نوسازی ارتش کره جنوبی کمک کرد و کمک نظامی قابل توجهی به کره جنوبی ارائه کرد. و کمک‌های اقتصادی از جمله ۱۵۰ میلیون دلار وام توسعه ای به کره جنوبی اعطا کرد. متوسط حقوق سربازان کره ای در ویتنام ۳۷٫۵۰ دلار در ماه بود که بالاتر از حقوق پایه ۱٫۶۰ دلار در ماه در کشورشان بود، اگرچه بیشتر آن را دولت کره جنوبی می‌گرفت. در طول این دوره ۹ ساله تعهدات سربازان کره جنوبی به ویتنام، ۴۰ درصد از درآمد کلی صادرات این کشور در این دوره ناشی از پول پرداخت شده به پرسنل رزمی بود که به‌طور متوسط سالانه ۲۰۰ میلیون دلار بود. کمک‌های اقتصادی دریافتی کره جنوبی از ایالات متحده برای تأمین مالی تلاش‌های صنعتی‌سازی کره جنوبی مورد استفاده قرار گرفت. برای برخی از بزرگ‌ترین شرکت‌های خوشه ای کره جنوبی، موفقیت و رشد بعدی آنها را می‌توان به قراردادهای تجاری پرسودی که توسط ارتش ایالات متحده به آنها اعطا شده است نسبت داد. کل هزینه ای که ایالات متحده بابت مشارکت کره ای‌ها پرداخت کرد، «در مقایسه با تعداد قابل مقایسه ای از آمریکایی‌ها ناچیز» بود، اما تخمین زده می‌شود که این پرداخت‌ها ۴ درصد از تولید ناخالص ملی در سال ۱۹۶۷ و در مجموع بیش از یک میلیارد دلار باشد. تحت ائتلاف زمان جنگ، اقتصاد کره جنوبی شکوفا شد و ده‌ها میلیارد دلار کمک مالی، وام، یارانه، انتقال فناوری و رفتار اقتصادی ترجیحی از آمریکا دریافت کرد.

## جنایات
گروه‌های مختلف غیرنظامی ارتش کره جنوبی را به جنایات متهم کرده‌اند، در حالی که وزارت دفاع کره تمامی این اتهام‌ها را نفی کرده است.
گفته می‌شود که نیروهای کره ای کشتارهای بین تای، بینه آن/تای وین، بین هوآ وها من را مرتکب شده‌اند. گفته می‌شود که حوادث دیگری در روستاهای An Linh و Vinh Xuan در استان Phú Yên به وقوع پیوسته است.